# Катнич, Воин
Воин Катнич (серб. Војин Катнић; 17 февраля 1915, Кликоваче — 10 июня 1943, Любин-Гроб) — югославский черногорский партизан времён Народно-освободительной войны, Народный герой Югославии.

## Биография
Родился в 1915 году в деревне Кликоваче около Даниловграда. Окончив начальную школу, занялся земледелием. Член Коммунистической партии Югославии с 1940 года.
На фронте Народно-освободительной войны с 1941 года. Участвовал в восстании 13 июля, сражался в местечке Спуж за станцию жандармерии. Служил в 4-й пролетарской черногорской ударной бригаде, в 1-й роте 3-го батальона. Сражался под Дувно, Ливно, Имотски, Книн, на Неретве и на Сутьеске.
Пал 10 июня 1943 в местечке Любин-Гроб во время битвы на Сутьеске. Указом Президиума Народной Скущины Федеративной Народной Республики Югославии от 20 декабря 1951 награждён орденом и званием Народного героя Югославии.